# Hildegard Arminius
Hildegard Arminius (eigentlich Schultze) (* 26. Februar 1891 im Kreis Köthen; † 15. April 1968 in Weimar) war eine deutsche Malerin und Zeichnerin.

## Leben und Wirken
Hildegard Arminius war Tochter des Schriftstellers Christian Wilhelm Arminius. Sie lebte seit 1899 in Weimar und studierte 1910 an der dortigen Kunsthochschule.
Eine Dauerkarte für den Zugang zur Weimarer Nationalversammlung von 1919, die sich im Stadtmuseum Weimar befindet, wurde auf sie ausgestellt. Das Museum beherbergt auch eine Anzahl ihrer Arbeiten. Weitere Bilder zeigen u. a. Max Wiessner und Armin Möller. Sie war Bild-Chronistin der Weimarer Nationalversammlung. Zeichnungen von ihr befinden sich auch in der Artothek des Deutschen Bundestags. Eine ihrer Zeichnungen mit dem Porträt von Hugo Preuß dient gewissermaßen als Logo der Hugo-Preuß-Stiftung.

## Weitere Werke (Auswahl)
- Auf dem Schützenplatz (Öl; 1947 auf der 1. Landesausstellung Bildender Künstler Thüringens in Weimar)